# Jacob de Gelder
Jacobus (Jacob) de Gelder (nabij Rotterdam, 22 november 1765 – Leiden, 10 oktober 1848) was een Nederlands wiskundige. Hij stond model voor een nieuwe opvatting over het nut en doel van wiskunde die gedurende de vroege negentiende eeuw in Nederland begon op te komen.

## Leven

### Carrière
De Gelder begon zijn carrière te Rotterdam, waar hij zich in de jaren vanaf 1790 afficheerde als ‘rekenmeester’ of ‘leermeester in de wiskunst’. Zijn eerste publicaties stammen uit 1791 en 1794. In de jaren van de revolutie (1796-1813) verliep het aantal leerlingen en moest hij omzien naar andere inkomstenbronnen. Zo was hij van 1802 tot 1806 betrokken als landmeter/wiskundige bij de kartering van Nederland door generaal Kraijenhoff, van 1807 tot 1810 was hij wiskundeleraar voor de pages van koning Lodewijk en in 1811 werkte hij voor de Belastingdienst. Hij verhuisde in die periode naar Den Haag en naar Amsterdam. In beide steden was een wiskundig genootschap actief waar hij direct als actief lid toetrad. Hij stelde zich op als actief voorvechter voor meer wiskundeonderwijs en publiceerde zijn eerste populaire lesboeken. Daarin ontpopte De Gelder zich als een voorvechter voor een theoretische inleiding in de wiskunde voor alle beschaafde burgers.
Na de revolutie kwam hem in 1815 als vanzelf de post van professor in de hogere wiskunde aan de nieuw op te richten Artillerie- en Genieschool te Delft toe. Al snel bleken de theoretische ambities die De Gelder met zijn leerlingen nastreefde voor de commandant van de opleiding te ver te voeren. De ruzie liep dermate hoog op dat De Gelder in 1819 wegens insubordinatie op non-actief werd gesteld.
De Gelder had echter machtige vrienden. Door bemiddeling van de minister van Onderwijs werd hij in 1819 benoemd tot buitengewoon hoogleraar aan de Leidse universiteit; vijf jaar later werd hij gewoon hoogleraar. Als hoogleraar was De Gelder betrokken bij de Leidse Latijnse school, waar hij korte tijd wiskunde doceerde maar wegens ruzie met de rector moest vertrekken, en bij de Leidse industrieschool (gelieerd aan de universiteit), waar hij beschrijvende meetkunde doceerde. Daarnaast verzorgde hij didactiekcolleges wiskunde en bleef hij lesboeken publiceren. Zijn cijferkunst, meetkunst en stelkunst (algebra) bepaalden het wiskundeprogramma aan de Latijnse scholen. Als hoogleraar had hij veel invloed op onderwijszaken: wiskunde werd een verplicht onderdeel in het curriculum van elke opleiding met een beroep op de vormende waarde die het vak geacht werd te hebben voor het verstand.
In 1840, op 75-jarige leeftijd, ging De Gelder met emeritaat. Op 28 november van datzelfde jaar, bij de inhuldiging van Willem II, ontving hij de onderscheiding van Ridder in de Orde van de Nederlandsche Leeuw. Hij overleed na een kort ziekbed.

### Persoonlijk leven
In 1792 trad hij in het huwelijk met Catharina van Rooijen. Uit het huwelijk kwamen acht kinderen voort, waarvan er slechts één de volwassen leeftijd bereikte.

## Archief
De meeste brieven en een aantal dictaten van colleges van De Gelder worden bewaard in de universiteitsbibliotheek van Leiden. Enkele losse brieven bevinden zich in de collectie van de UB Utrecht. In het archief (Archiefdienst Kennemerland, Haarlem) en de bibliotheek (UB UvA) van het Koninklijk Wiskundig Genootschap liggen stukken met betrekking tot de activiteiten die De Gelder ontplooide ten behoeve van het genootschap.

## Publicaties
- Ludeman in zijn waar karakter, of de grondstellingen der astrologie, aan de beginzelen der zuivere rede getoetst, Den Haag (1799)
- Redevoering over de waren aart en voortreffelijkheid der wiskunst, Den Haag (1806)
- Handleiding tot de beschouwende en werkdadige meetkunst, Amsterdam (1806)
- Beginselen der meetkunst, Den Haag / Amsterdam (1810) [belangrijke herziene herdruk 1817 ]
- Meetkundige Analysis (1811-1813)
- Allereerste gronden der cijferkunst, opgesteld ten gebruike der scholen en kollegiën, Den Haag / Amsterdam (1812-1814); met vier herdrukken.
- Proeve over den waren aart van den positieven en negatieven toestand der grootheden in de stelkunst en in de toepassing van denzelven op de meetkunst, Den Haag / Amsterdam (1815)
- Beschrijving van de inrigting en het gebruik van den sextant van Hadley, Den Haag / Amsterdam (1816)
- Allereerste gronden der beschouwende en werkdadige meetkunst, Den Haag / Amsterdam (1816)
- Beginselen der stelkunst, Den Haag / Amsterdam (1817)
- Beginselen der differentiaal-, integraal- en variatierekening, Den Haag / Amsterdam (1823)
- Hoogere meetkunst, Den Haag / Amsterdam (1824)
- Verhandeling over het verband en den zamenhang der natuurlijke en zedelijke wetenschappen, en over de wijze om zich dezelve eigen te maken en aan anderen meede te deelen, Den Haag / Amsterdam (1826)
- Allereerste gronden der stelkunst, ten gebruike der latijnsche scholen en andere kollegiën, Den Haag / Amsterdam (1827)
- Eerste gronden der meetkunst, ten gebruike der latijnsche scholen en andere kollegiën, Den Haag / Amsterdam (1827)
- Handleiding tot het meetkunstig teekenen, Den Haag / Amsterdam (1829)
- Cosmographische lessen, Den Haag / Amsterdam (1831)
- Bedenkingen tegen de verhandeling over de meetkundige bepalingen van den hoogleeraar J.F.L. Schröder, Den Haag / Amsterdam (1835)
- Uitvoerige lessen over verhoudingen en evenredigheden, Den Haag / Amsterdam (1839)

## Almanakken
- Gregoriaanse almanak uitgever Stuerman Den Haag 1800, Universiteits bibliotheek Amsterdam
- Almanak uitgever Stichter Amsterdam 1804, Universiteits bibliotheek Amsterdam
- Almanak uitgever Stichter Amsterdam 1805, Universiteits bibliotheek Amsterdam
- Almanak uitgever Stichter Amsterdam 1806, Universiteits bibliotheek Amsterdam
- Opregte Groninger almanak uitgever Greydanus Groningen 1807
- Opregte Groninger almanak uitgever Greydanus Groningen 1810
- Enkhuizer almanak uitgever H. van Leeuwen Amsterdam 1816, Public Library New-York USA
- Enkhuizer almanak uitgever Wed. Stichter Amsterdam 1816, Gemeente-archief Vlissingen
- Enkhuizer almanak uitgever H. van Leeuwen Amsterdam 1819
- Heelmeesters almanak uitgever H. van Leeuwen Amsterdam 1820, Universiteits bibliotheek Amsterdam
- Kantoor almanak uitgever Stichter Amsterdam 1821, Universiteitsbibliotheek Amsterdam